# Kaukónok
A kaukónok ókori nép, amelyet Homérosz az Iliászban a trójaiak szövetségeseként említ, ám a hajók katalógusában nem szól róluk. Sztrabón szerint Paphlagóniában és Bithüniában laktak. Görögország területén is éltek régebben, de Hérodotosz közlése szerint később eltűntek.